# Цао Хуань
Ца́о Хуа́нь (спрощ.: 曹奐; піньїнь: Cáo Hùan; 246—303) — останній китайський імператор з династії Вей періоду Саньґо.

## Життєпис
Був сином князі Цао Юя, сина Цао Цао.
260 року було вбито імператора Цао Мао, коли той спробував повернути собі державну владу, узурповану регентом Сима Чжао. Після цього Цао Хуан був зведений на престол.
Цао Хуань, як і його попередник, не мав жодної реальної влади, залишившись під цілковитим контролем клану Сима. У той період південно-західним кордонам володінь Вей постійно загрожувала держава Шу. Відбивши напади, вейські війська 263 року самі вторглись до меж Шу. 264 року Сима Чжао отримав титул князі Цзінь. 265 року він помер, а титул успадкував його син Сима Янь, який наприкінці того ж року змусив Цао Хуаня зректись від престолу на свою користь, започаткувавши нову імперію.
Після зречення Цао Хуань отримав титул князя Ченьлю. Йому дозволили зберегти імператорські прапор і візок, а також право приносити жертви пращурам з імператорськими церемоніями. Помер Цао Хуань 303 року, був похований з імператорськими почестями.

## Девізи правління
- Цзіньюань (景元) 260—264
- Сяньсі (咸熙) 264—265